# 伐採木測定法
伐採木測定法（ばっさいぼくそくていほう）は、伐採木の材積を測定する方法である。

## 概要
伐採木測定法は、数学的測定法と、物理学的測定法に分けることができる。
数学的測定法は1箇所または2箇所の直径または周囲と長さとを測って、立体幾何学的に材積を算出する。国によって主に使われる方法は異なる。
ドイツ、オーストリアの方法
フーベルの公式。
中央直径を測り、その2乗に π/4 を乗じたものは中央断面であり、これに長さを乗じれば材積となる。
V＝（π/4）×δ2×l
　ただし、Vは材積、δは材の全長の中央部の直径、lは材長
スマリアンの公式。
末口直径と元口直径を測り、それぞれの2乗に π/4 を乗じて末口断面積と元口断面積を求め、その平均に長さを乗じたものが材積である。
V＝（π/4）×（（a2+c2）/2）×l＝（π/4）×（（c2+d2）/2）×l
　ただし、Vは材積、aは元口直径、bは元口断面積、cは末口直径、dは末口断面積、lは材の長
フランスの方法
中央の周囲を測り、その5分の1の2乗に長さの2倍を乗じたものが材積である。V＝（（u/5）2）×2l
　ただし、Vは材積、uは中央部の周囲、lは材長
アメリカの方法
丸太材積表（ログ・ルール（log rure））を用いて材積を測定する。
材積表の多くは、丸太から得られる製材の材積をボード・フィート（board feet。1フィート平方、厚さ1インチの板の材積を単位とする）で表したものが示されている。
日本在来の方法
末口二乗法。
末口直径を2乗して、これに長さを乗じて材積である。
この方法は長さ2間、2間半くらいの材であれば誤差は少ないが、短い材、長い材では誤差が大きい。
元口間知法。
末口と元口との両直径を平均し、これを2乗して 0.79 （つまりπ/4のこと）を乗じて、さらに長さを乗じて材積である。
この法で得られる結果は常に実際よりも過小である。
物理学的方法は、根、株、枝など不規則な形状である木材は数学的方法では求めづらいとして、測容器（ xylometer ）を用いてこれを測るものである。
つまり水を盛った測容器に木材を沈没させ、水面が上昇した量によって木材の容積を測る。